# Friedrich Wilhelm Ruppert
Friedrich Wilhelm Ruppert (Frankenthal, 2 febbraio 1905 – Landsberg am Lech, 28 maggio 1946) è stato un militare tedesco, SS-Obersturmbannführer impiegato nel campo di concentramento di Majdanek e primo capo della custodia protettiva nel campo di concentramento di Dachau.
Fu responsabile delle esecuzioni degli agenti britannici SOE Noor Inayat Khan, Madeleine Damerment, Eliane Plewman e Yolande Beekman.

## Attività nei campi di concentramento
Nel 1933 si iscrisse al NSDAP (nº 414.280) e alle SS (nº 7.282). Dall'11 aprile 1933, già sposato e padre di un bambino, entrò a far parte delle guardie del campo di concentramento di Dachau e lavorò come elettricista nel campo. Il 18 settembre 1942 fu trasferito nel campo di concentramento di Majdanek dove fu responsabile tecnico dell'amministrazione e testimone dell'Aktion Erntefest del novembre 1943, l'omicidio di massa di 43.000 ebrei.
Dal maggio 1944, fu impiegato come direttore del campo di concentramento di Varsavia fino alla sua evacuazione e ritornò al campo di Dachau. Dal 6 agosto 1944, ricoprì l'incarico di primo capo del campo sotto il comandante Eduard Weiter: con questo ruolo fu responsabile della "gestione" del campo, della sua organizzazione interna e della routine quotidiana con gli appelli e quindi delle condizioni di detenzione.
Il 23 aprile 1945 fu sostituito da Max Schobert, Ruppert fu assegnato alla marcia di evacuazione dei prigionieri dal campo di concentramento: la marcia attraversò Pasing, Wolfratshausen, Bad Tölz fino al Tegernsee e terminò il 30 aprile. Poco dopo, Ruppert fu arrestato dagli statunitensi.

## Processo e condanna
Il 5 novembre 1945, Ruppert, insieme ad altri 39 imputati del campo di Dachau, furono processati davanti al tribunale militare statunitense nel processo di Dachau.
In qualità di responsabile della custodia protettiva del campo nel 1944 e 1945, fu accusato dell'uso delle misure punitive e delle esecuzioni all'interno del campo: circa novanta prigionieri russi, accusati di essere "sabotatori" e "partigiani", furono uccisi e cremati a Dachau nel settembre 1944, e in questa occasione Ruppert sembra che abbia avuto un ruolo particolare nella supervisione. Il tribunale ritenne comprovati anche i singoli atti di eccesso: Ruppert prese a calci i prigionieri e li picchiò con la frusta. In sua difesa negò le accuse, sostenendo di non avere l'influenza necessaria nella sua posizione.
Il 13 dicembre 1945, il tribunale militare dichiarò colpevoli tutti i 40 imputati, ne condannò a morte per impiccagione 36, tra cui lo stesso Ruppert. Fu giustiziato nella prigione di Landsberg il 28 maggio 1946.